# 嚴鋤非
嚴鋤非（1890年2月3日—1958年9月26日），字伯猷，號思漢。福建思明縣人。

## 生平
嚴公生於1890年2月3日(清光緒十六年)，1907年(清光緒三十三年)於思明縣公立中學堂求學時，鑑於清廷腐敗，國勢日危，受孫文革命思潮之感召，經老師施明之介紹，毅然加入同盟會，從事革命工作，以組織廈門學生會為掩護，吸收青年加入革命陣營。辛亥起義，亦曾聚集同志群起響應。民國以來，歷任思明縣益智、務本、嶺兜及星洲崇正、馬六甲、培風、培德、卦羅比羅華僑中學等教員，並先後歷任廈門思明日報、江聲報、星洲青天報、大陸報等記者，對文化教育貢獻至鉅，1920年被舉為馬六甲總代表，陪同孫文所派南洋宣慰使方瑞麟到馬來半島各地宣慰僑胞，1921年復隨南洋教育調查特派員李熙斌到各地調查。1929年來臺後，歷任臺灣中華總會館執行委員，與易炳漢、吳迺洋、何再來、王耀庭、林梧村、張月朝、黃容等諸志士從事抗日工作，秘密組織臺灣華僑救國會，任會長。1937年抗戰事起，日人對中華會館及華僑嚴加壓迫，而各志士仍暗中更加積極工作，由於有日人間諜份子滲入，有關抗日文件落入日人手中，致使同志盡被捕獲，嚴公亦於1937年12月7日被捕入獄，備受凌辱酷刑，始終堅忍不屈，終因受刑過劇，手腳殘廢。迨至臺灣光復後，1945年9月20日，始獲自由。經內政部查明事蹟，於1951年4月14日明令褒揚(台內民字第7576號褒揚令)。惟由於早年受刑過劇，身體虛弱，卒至不起，於1958年9月26日下午二時病逝。身後遺妻林素琴女士及子嚴迺文等六人、女嚴寶瑞等七人，雖兒孫滿堂，但生前貧病交加，身後異常蕭條。嚴公戰時處於敵區，不避犧牲，獻身臺灣光復運動，其忠貞表現，實足增光國族，典範後世。